# The Outfit (film)
The Outfit è un film del 2022 diretto da Graham Moore, al suo debutto alla regia.

## Trama
Chicago, 1956. Leonard Burling è un sarto di origini inglesi, che gestisce un negozio di sartoria in un quartiere controllato dal boss della mafia irlandese Roy Boyle. Il figlio e luogotenente di Boyle, Ritchie, e il suo guardaspalle, Francis, usano il negozio di Burling come deposito per il denaro proveniente dai loro traffici e i loro scambi. Il sarto tollera questo accordo poiché i Boyle e i loro uomini sono tra i suoi clienti migliori. L'anziano Burling, che per lei nutre sentimenti più intensi, desidererebbe che la sua attività fosse continuata dalla giovane segretaria del negozio, Mable, che è anche la ragazza di Ritchie e non ha alcun interesse nella sartoria, anzi pur essendo affezionata al sarto vorrebbe lasciare Chicago per viaggiare per il mondo.
Una notte, Francis si presenta al negozio con Ritchie, che è stato ferito all'addome da un proiettile, dopo uno scontro a fuoco con la famiglia LaFontaine, un'organizzazione criminale rivale, composta esclusivamente da afroamericani che si fanno chiamare "i francesi". Burling è così costretto, sotto la minaccia delle armi, a curare le ferite di Ritchie e a nascondere una valigetta, contenente un'audiocassetta con la copia di una registrazione fatta dall'FBI, in cui sono incise informazioni dettagliate sulle operazioni del clan irlandese. Il duplicato del nastro è stato fornito da "Outfit", un sindacato criminale organizzato, fondato da Al Capone prima della propria morte, che protegge i gruppi criminali dalla legge e da eventuali clan rivali.
Francis si mette in contatto con Roy e se ne va, lasciando soli Burling e Ritchie. I due uomini dialogano e iniziano a legare tra loro, tanto che il sarto convince Ritchie che Francis è la "talpa" che li sta tradendo, e che sarebbe sul punto di consegnare il nastro all'FBI.
Quando Francis torna al negozio, il sarto lo blocca, sostenendo che Ritchie sia stordito dalla notevole perdita di sangue per via della ferita all'addome. Francis è però più interessato al nastro e, in un confronto con Ritchie, ne subisce le minacce, tanto che durante il diverbio che ne segue lo uccide. A quel punto, costringe Burling ad aiutarlo a occultare il cadavere del giovane, proprio mentre il padre, Roy, arriva con la sua guardia del corpo, Monk. Francis obbliga il sarto a mentire e insieme raccontano al boss che Ritchie ha lasciato il negozio da solo, tanto che Francis si offre volontario per andare a cercarlo. Poco dopo però Roy, parlando col sarto, nota il cappotto di suo figlio nel retro del negozio e minaccia Burling, chiedendo la verità. Proprio mentre il sarto sta per rivelarla, Francis entra tenendo in ostaggio Mable e sostenendo di aver trovato il sangue di Ritchie nell'appartamento della ragazza, che invece nega quel fatto. Quando Roy ordina ai suoi uomini di torturarla per avere informazioni, Burling lo distrae rivelando il motivo per cui è venuto a Chicago: sua moglie e sua figlia sono state entrambe uccise in un incendio nel suo ex negozio a Savile Row.
Quando il telefono del negozio squilla, Burling risponde, poi riferisce a Roy che Ritchie è ancora vivo e lo sta aspettando a un certo indirizzo. A quel punto il boss e Monk se ne vanno, ma si lasciano dietro Francis, che ha convinto il capo a controllare i due del negozio. Quindi chiede a Burling perché abbia mentito e il sarto spiega a Francis non solo che ha spedito il boss e i suoi uomini in un'imboscata dei "Francesi", ma che Mable è proprio la "talpa" dell'FBI. Infatti la ragazza si è messa con Ritchie solo per poter spiare la famiglia del gangster, ai suoi occhi colpevoli dell'omicidio del padre di lei, per poi tradirli e vederli soccombere. Ad una stupita Mable non resta che confermare quanto rivelato dal sarto, mentre Burling ordina alla ragazza di chiamare Violet LaFontaine, a capo del clan dei "francesi", per venderle la registrazione dell'FBI. Per convincere Francis gli indica due opzioni: o farsi uccidere dai LaFontaine o assassinarli, per diventare il capo del proprio clan, visto che, sterminati tutti i membri più in vista, è rimasto quello più alto in grado degli irlandesi. Francis accetta e si nasconde, chiedendo a Mable di dargli un segnale per uccidere i francesi, altrimenti sparerà a casaccio colpendo anche la giovane e il sarto.
Violet giunge con due uomini ed offre a Mable una grossa somma di denaro per la registrazione; Burling all'improvviso dice di volere i soldi, come se i LaFontaine non li avessero portati, per ingannare Francis, e insieme a dei cenni fatti con la mano avverte la donna della presenza di un individuo armato nascosto in un ripostiglio. Francis a quel punto esce allo scoperto, ma si trova sotto il tiro dei due guardaspalle di Violet. Per distrarlo, il sarto gli rivela di aver tolto i proiettili dall'arma precedentemente, ma quando Francis guarda il tamburo, che invece appare carico, viene colpito dalle guardie del corpo di Violet, la quale alla fine se ne va coi propri sicari ed il nastro. Rimasti soli, una Mable ammirata e sorpresa attesta al sarto una grande abilità, per aver sempre tramato contro i Boyle, inserendo lui i messaggi dall'Outfit, che quindi non è per nulla coinvolto nella vicenda. Il piano avrebbe così portato alla rovina degli irlandesi. Ma Burling la stupisce ancora, quando le rivela che il nastro venduto ai francesi era un falso, nel quale aveva registrato istruzioni su come confezionare un vestito.
Burling quindi consegna a Mable il vero nastro e i soldi e la esorta ad andare a vivere i suoi sogni. La ragazza gli offre di seguirla ma l'uomo si dice con pochi anni rimasti da vivere, mentre lei è giovane, e inoltre si sente pronto a ricominciare l'attività altrove. Mentre Burling cosparge il negozio di liquido infiammabile e gli dà fuoco, Francis si alza e gli spara al braccio prima che la sua pistola finisca i proiettili; poi estrae un coltello. Burling si slaccia i bottoni delle maniche, rivelando dei temibili tatuaggi sulle proprie braccia e che il fatto di essere arrivato in America perché gli inglesi andavano pazzi per i blue jeans, come spesso aveva detto, era solo una bugia. Infatti, mentre l'incendio nel retro del negozio avvampa, rivela a Francis che in gioventù era il sicario di una temibile banda britannica, fino a quando non gli è stato ordinato di commettere un crimine atroce: rifiutatosi di compierlo, si era dato alla fuga, trovando lavoro a Savile Row, dove si era innamorato della futura moglie, per poi aprire una propria attività e avere una figlia. Ma la sua vecchia banda li aveva trovati e aveva bruciato il suo negozio, nel quale entrambe erano morte. Francis, dopo il racconto, si lancia su Burling, che però afferra le forbici, dono della moglie, e pugnala a morte il gangster. Cambiatosi d'abito per nascondere le ferite, Burling lascia tranquillamente il negozio, che continua a bruciare.

## Distribuzione
Il film è stato presentato in anteprima mondiale al 72º Festival internazionale del cinema di Berlino il 14 febbraio 2022. Negli Stati Uniti è stato distribuito al cinema il 18 marzo 2022, dopo essere stato posticipato dalla sua data originaria del 25 febbraio.

## Accoglienza

### Critica
Sull'aggregatore di recensioni Rotten Tomatoes il film riceve il 85% delle recensioni professionali positive con un voto medio di 7,40 su 10 basato su 166 recensioni, mentre su Metacritic ha un punteggio di 69 su 100 basato su 39 recensioni.